# Zodariellum furcum
Zodariellum furcum är en spindelart som först beskrevs av Zhu 1988.  Zodariellum furcum ingår i släktet Zodariellum och familjen Zodariidae. Inga underarter finns listade i Catalogue of Life.